# Got Talent

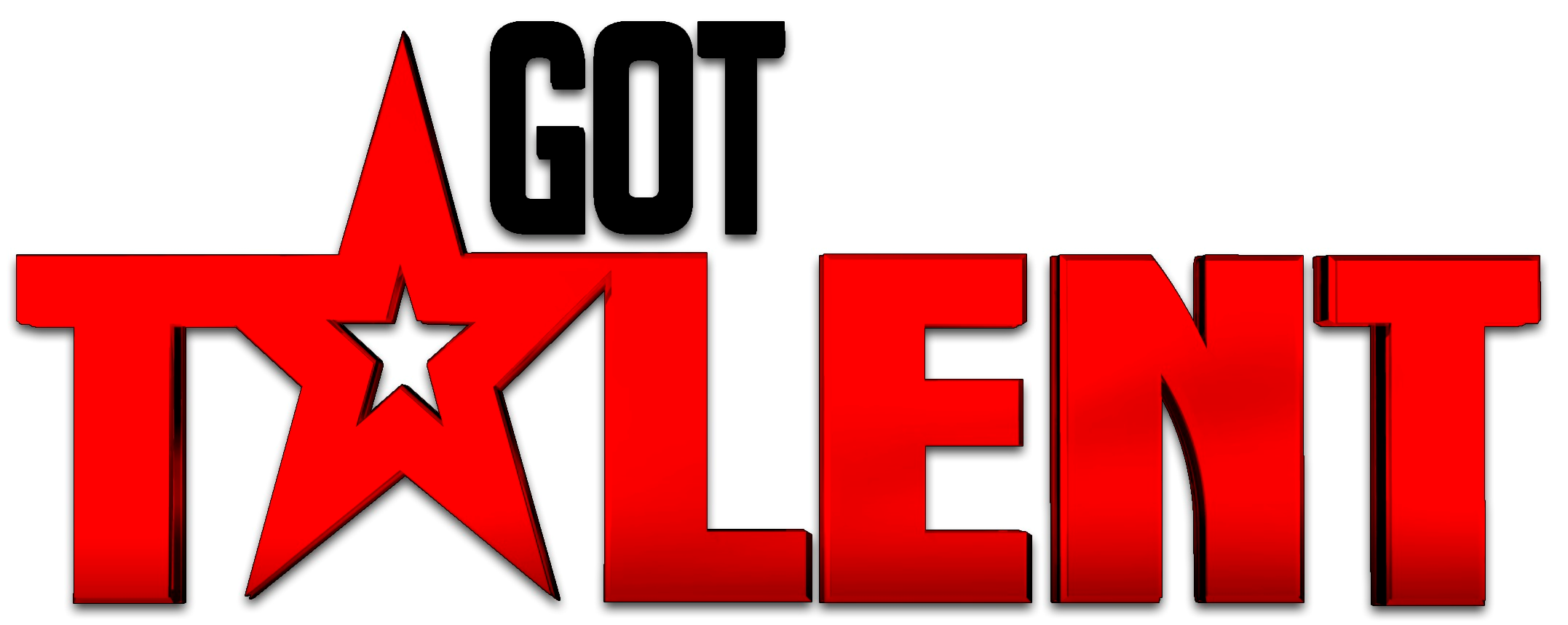
Logo generico del format televisivo.

Got Talent è un format televisivo ideato nel 2005 dal produttore televisivo britannico Simon Cowell e di proprietà della Syco Entertainment, società di produzioni televisive di Cowell stesso. Il titolo del programma Got Talent (letteralmente "ha talento") è solitamente preceduto, nelle varie versioni del format nel mondo, dal nome del paese in cui viene prodotto.

## Storia del format
Concepito inizialmente per essere trasmesso sulla rete britannica ITV, il programma viene poi rimandato a data da destinarsi dopo aver registrato nel 2005 l'episodio pilota mai andato in onda per via di una disputa tra il presentatore, Paul O'Grady, e la rete stessa. Nel frattempo, mentre ITV pensava ad un sostituto di O'Grady, Cowell decide di far esordire il programma negli Stati Uniti.

### America's Got Talent
Il 21 giugno 2006 il talent show va ufficialmente in onda con la prima edizione di America's Got Talent, sul canale NBC. Attualmente in onda da nove stagioni, ha visto come giudici la modella Heidi Klum, la producer musicale Sharon Osbourne, la cantante Mel B (ex Spice Girls), il conduttore tv Howie Mandel, l'attore David Hasselhoff e il conduttore radiofonico Howard Stern.

### Britain's Got Talent
Visto il grande successo riscosso in America con la prima edizione, ITV decide di produrre la versione anglo-sassone del format e il 9 giugno 2007 va in onda con il nome di Britain's Got Talent. Giunto a otto edizioni nel 2014, ha visto la presenza fissa di Simon Cowell stesso tra i giudici, facendolo conoscere al pubblico come il giudice più severo e cattivo del programma. Oltre a lui, nelle varie edizioni del programma, sul tavolo dei giudici vi sono stati altri personaggi britannici come l'attrice Amanda Holden, la cantante Alesha Dixon (ex Mis-Teeq), il giornalista Piers Morgan e il comico David Walliams.

### Italia's Got Talent
Nel 2009 il format viene acquistato da Mediaset ed importato in Italia con il nome di Italia's Got Talent. Trasmesso per cinque edizioni su Canale 5 fino al 2013, ha visto la presenza fissa tra i giudici del discografico Rudy Zerbi e dei conduttori tv Gerry Scotti e Maria De Filippi, quest'ultima produttrice del programma. Dal 2015 il programma viene trasmesso nella sua sesta edizione su Sky Uno in seguito al trasferimento del format su Sky: tra i giudici vi sono la produttrice discografica Claudio Bisio, Nina Zilli, Frank Matano e Luciana Littizzetto. Nel 2023 il format viene nuovamente acquisito da Disney+.
Nell'aprile 2014 il format Got Talent approda in più di 58 paesi diventando, secondo il Guinness World Records, il format televisivo internazionale più di successo al mondo.

## Format

Diffusione del format nel mondo: il blu indica i paesi con una propria versione, l'azzurro i paesi partecipanti ad una versione internazionale.

Il programma è un talent show dove artisti di qualsiasi età e di qualsiasi disciplina si sottopongono al giudizio di una giuria e del pubblico dietro essa. I concorrenti passeranno la fase delle audizioni per maggioranza semplice: se i giudici seduti al tavolo sono tre, i concorrenti passano con due sì, mentre se sono quattro devono passare con tre sì. Ogni giudice ha davanti a sé un "buzzer", un pulsante rosso rumoroso che illuminerà una croce rossa corrispondente al giudice che l'ha premuto: se viene premuto, il giudice farà capire al concorrente che l'esibizione non è di suo gradimento o che ne ha abbastanza di quell'esibizione, potendo quindi esprimere un giudizio. Se tutti i giudici premono il proprio pulsante, il concorrente deve automaticamente interrompere l'esibizione sul palco. Nelle edizioni più recenti del format viene introdotto anche il "golden buzzer", un buzzer speciale dorato situato al centro del tavolo dei giudici, i quali possono premerlo entro un certo numero di volte durante le audizioni, mandando un concorrente particolarmente talentuoso alle fasi finali del programma, senza passare dalla scelta dei semifinalisti. Dopo aver passato la fase delle audizioni i giudici faranno le loro selezioni prendendo solo i migliori di coloro che sono passati. Nelle fasi successive i concorrenti si esibiranno dal vivo e la decisione finale spetterà al pubblico tramite il televoto che decreterà il vincitore del miglior talento del Paese.

## Got Talentnel mondo
- Albania e Kosovo: Albanians Got Talent
- Mondo arabo: Arab's Got Talent
- Argentina: Talento Argentino
- Australia: Australia's Got Talent
- Belgio: Supertalent in Vlaanderen, Belgium's Got Talent
- Brasile: Got Talent Brasil
- Canada: Canada's Got Talent
- Cile: Talento Chileno
- Cina: 中国达人秀 (China's Got Talent)
- Colombia: Colombia Tiene Talento
- Corea del Sud: 코리아 갓 탤런트 (Korea's Got Talent)
- Danimarca: Talent
- Ecuador: Ecuador Tiene Talento
- Egitto : Egypt's got talent
- Filippine: Pilipinas Got Talent
- Finlandia: Talent Suomi
- Francia: Incroyable Talent, La France a un incroyable talent
- Germania: Das Supertalent!
- Grecia: Ελλάδα Έχεις Ταλέντο (Ellada Eheis Talento)
- India: India's Got Talent
- Iran: Persia's Got Talent
- Israele: Israels's Got Talent
- Italia: Italia's Got Talent
- Messico: México Tiene Talento
- Norvegia: Norske Talenter
- Nuova Zelanda: New Zealand's Got Talent
- Paesi Bassi: Holland's Got Talent
- Polonia: Mam talent!
- Portogallo: Aqui Há Talento, Portugal Tem Talento, Got Talent Portugal
- Regno Unito: Britain's Got Talent
- Repubblica Ceca e Slovacchia: Česko Slovensko má talent
- Romania: Românii au talent
- Singapore: Singapore's Got Talent
- Slovenia: Slovenija ima talent
- Spagna: Tienes Talento, Got Talent España
- Stati Uniti: America's Got Talent
- Sudafrica: SA's Got Talent
- Svezia: Talang
- Svizzera: Die grössten Schweizer Talente
- Thailandia: ไทยแลนด์ ก็อตทาเล้นท์ (Thailand's Got Talent)
- Turchia: Yetenek Sizsiniz Türkiye!
- Ucraina: Україна має талант (Ukrayina Maye Talant)
- Uruguay: Got Talent Uruguay
- Vietnam: Tìm kiếm tài năng (Vietnam's Got Talent)